# Grupy marszowe OUN
Grupy marszowe OUN (zwane czasem grupami pochodowymi OUN lub grupami pochodnymi OUN) – zorganizowane przez Organizację Ukraińskich Nacjonalistów (OUN) grupy, mające za zadanie utworzyć na terenach zajętych przez armię niemiecką sieć administracji, policję, jednostki wojskowe, siatkę organizacyjną OUN, czyli zręby organizacji planowanego państwa ukraińskiego.
Obydwa odłamy OUN – OUN-B (banderowcy) i OUN-M (melnykowcy), utworzyli własne „grupy marszowe”. Dzieliły się one na 7–12 osobowe grupy, mające za zadanie tworzyć ukraińską policję i administrację w poszczególnych miastach.

## Grupy marszowe OUN-B
Po ataku III Rzeszy na ZSRR w czerwcu 1941, w ślad za nacierającym Wehrmachtem ruszyły „grupy marszowe” OUN-B. Grzegorz Motyka szacuje ich skład na 750–1200 osób, uznając podawane przez literaturę liczby 5–7 tys. osób za zawyżone. Podzielone były na trzy zgrupowania: „Piwnicz” (tj. Północ) , „Centr”, „Piwdeń” (tj. Południe).
Osobna 15-osobowa grupa (dowódca Jarosław Stećko, oraz: Jarosław Staruch, Łew Rebet, Iwan Rawłyk, B. Witoszynskyj, Dmytro Jaciw) miała za zadanie dotrzeć jak najszybciej do Lwowa i proklamować tam niepodległość Państwa Ukraińskiego, utworzyć rząd oraz tymczasowy parlament.
Działania wszystkich grup koordynował sztab dowodzony przez Wasyla Kuka, w jego skład wchodzili: Zinowij Matła, P. Małaszczuk i Mykoła Łemyk.
Zarząd Główny OUN zlecił grupom marszowym rozbudowę podziemnej siatki organizacyjnej na Ukrainie środkowej i wschodniej. Siatką tą kierowano z dwóch ośrodków:
- Kijowa – dowódca Dmytro Myron Orłyk, działacze: Dmytro Majiwśkyj Taras, Myrosław Prokop, Pantelejmon Sak, J. Chomowycz
- Dniepropietrowska – dowódca Zinowij Matła (od maja 1942 Wasyl Kuk), działacze: Omelian Łogusz, Petro Dużyj, Tymisz Semczyszyn, Jewhen Stachowyj.

Każda grupa marszowa składała się z prowidnyka z kilkunastoosobowym sztabem, oraz rojów, czyli drużyn, liczących od 5 do 12 osób.
Podziemie nacjonalistyczne utworzyło komórki na Krymie, w Odessie, Donbasie, Krzywym Rogu, Mikołajowie, Winnicy, Krzemieńczuku, Połtawie, Charkowie i Czernihowie.
Na początku września 1941 Niemcy przeprowadzili masowe aresztowania członków grup marszowych OUN-B w Żytomierzu, Wasilkowie, Berdyczowie, Winnicy, Mikołajowie i Chersoniu.

### Grupa „Piwnicz”
„Piwnicz” (uformowana w Chełmie) – dowódca Mykoła Kłymyszyn, a po jego aresztowaniu przez Gestapo w Żytomierzu – Dmytro Myron, jej celem był Kijów i Ukraina Prawobrzeżna. Ich planowana trasa wiodła przez Kowel – Łuck – Zdołbunów – Żytomierz – Kijów. W grupie tej znajdowali się m.in. Dmytro Myron, Dmytro Majiwśkyj, Wasyl Kuk, Taras Onyszkewycz. Grupa ta składała się z 20–21 rojów.
Grupa „Północ” nie zdążyła dojść do Kijowa, aby powtórnie ogłosić Akt odnowienia Państwa Ukraińskiego. Większość jej członków została aresztowana przez władze niemieckie. Zdążyła tylko ogłosić Akt w obwodach żytomierskim i kijowskim.

### Grupa „Centr”
Utworzona w Przemyślu „Centr” („Centrum”) – dowódca Mykoła Łemyk Senyszyn, Osyp Maszczak. Jej trasa według planu wiodła przez Tarnopol – Płoskirów – Winnicę – Fastów – Kijów, następnie Połtawę, Charków i do Kraju Krasnodarskiego.
Grupa ta liczyła 17–18 rojów.
Gestapo rozbiło grupę „Centrum” (Łemyka i jego 4 towarzyszy rozstrzelano w Mirogrodzie), i częściowo grupę „Północ” (Kłymyszyna aresztowano w Żytomierzu).

### Grupa „Piwdeń”
„Piwdeń” („Południe”) (uformowana w Sanoku) – dowódcy Zinowij Matła, M. Riczka, Tymisz Semczyszyn, Osyp Maszczak – kierowała się na Kamieniec Podolski, Winnicę, Odessę, Krzywy Róg, Dniepropietrowsk i Krym.
Grupa ta liczyła 12-14 rojów, poniosła ona największe straty.

## Grupy marszowe OUN-M
Głównym terenem działania grup marszowych OUN-M była Żytomierszczyzna, a następnie Kijów, w którym zorganizowały administrację miejską, oraz życie społeczne i kulturalne miasta, oraz zainicjowały powstanie Ukraińskiej Rady Narodowej.
Grupa znacznie się powiększyła (o ponad 500 osób) po przybyciu Kurenia Bukowińskiego, który objął funkcje porządkowe. Z Kijowa mniejsze grupy były kierowane do Charkowa (dowódca B. Konyk), na Połtawszczyznę, Donbas i Krym.
Przywódcami grupy byli początkowo Omelan Senyk i Mykoła Sciborski, a po ich zabiciu w Żytomierzu 30 sierpnia 1941 – Ołeh Kandyba, Jarosław Hajwas, J. Szumedła, Osyp Bojdunyk i Mykoła Kapustianśkyj.
Również oni doświadczyli niemieckich represji. Wielu członków grupy kijowskiej aresztowano i rozstrzelano w lutym 1942, zginęli Ołena Teliha, Iwan Rohacz, O. Czemerynskyj. W Mikołajowie rozstrzelano między innymi B. Sireckiego, W. Baranieckiego, W. Antoniuka i W. Maliarczuka.
Większość członków grup marszowych przeszła do podziemia i wyjechała głównie na Wołyń i do Małopolski Wschodniej.

## Literatura
- Ryszard Torzecki, Polacy i Ukraińcy. Sprawa ukraińska w czasie II wojny światowej na terenie II Rzeczypospolitej, Warszawa 1993, Wyd. PWN, ISBN 83-01-11126-7.